# Delta Sagittae
Désignations
Delta Sagittae (δ Sagittae, δ Sge) est une étoile binaire de quatrième magnitude de la constellation de la Flèche. D'après la mesure de sa parallaxe annuelle par le satellite Gaia, l'étoile est située à environ 547 années-lumière de la Terre.

## Propriétés
Delta Sagittae est une étoile binaire spectroscopique à raies doubles, ce qui signifie que les raies des deux composantes peuvent être distinguées dans le spectre composite. Les deux étoiles bouclent une orbite selon une période d'environ 10 ans et avec une excentricité de 0,44. La composante primaire est une géante lumineuse rouge de type spectral M2II, tandis que l'étoile secondaire est une étoile bleu-blanc de la séquence principale de type spectral B9,5V. L'étoile primaire est une variable semi-régulière dont la magnitude apparente varie entre 3,68 et 3,80, avec des périodes de 32,4, 34,0, 34,8 et 54,2 jours qui ont été détectées,
Delta Sagittae se déplace à travers la Galaxie à une vitesse de 9,8 km/s par rapport au Soleil. Son orbite galactique projetée la situe de 7 300 à 10 849 pc (∼23 800 à 35 400 al) du centre de la Galaxie.

## Nom traditionnel
En chinois, 左旗 (Zuǒ Qí), signifiant Drapeau gauche, fait référence à un astérisme constitué de δ Sagittae, α Sagittae, β Sagittae, ζ Sagittae, γ Sagittae, 13 Sagittae, 11 Sagittae, 14 Sagittae et ρ Aquilae. Par conséquent, δ Sagittae elle-même est appelée 左旗三 (Zuǒ Qí sān, la troisième [étoile] du drapeau gauche).